# مسابقات انتخابی جام ملت‌های آسیا

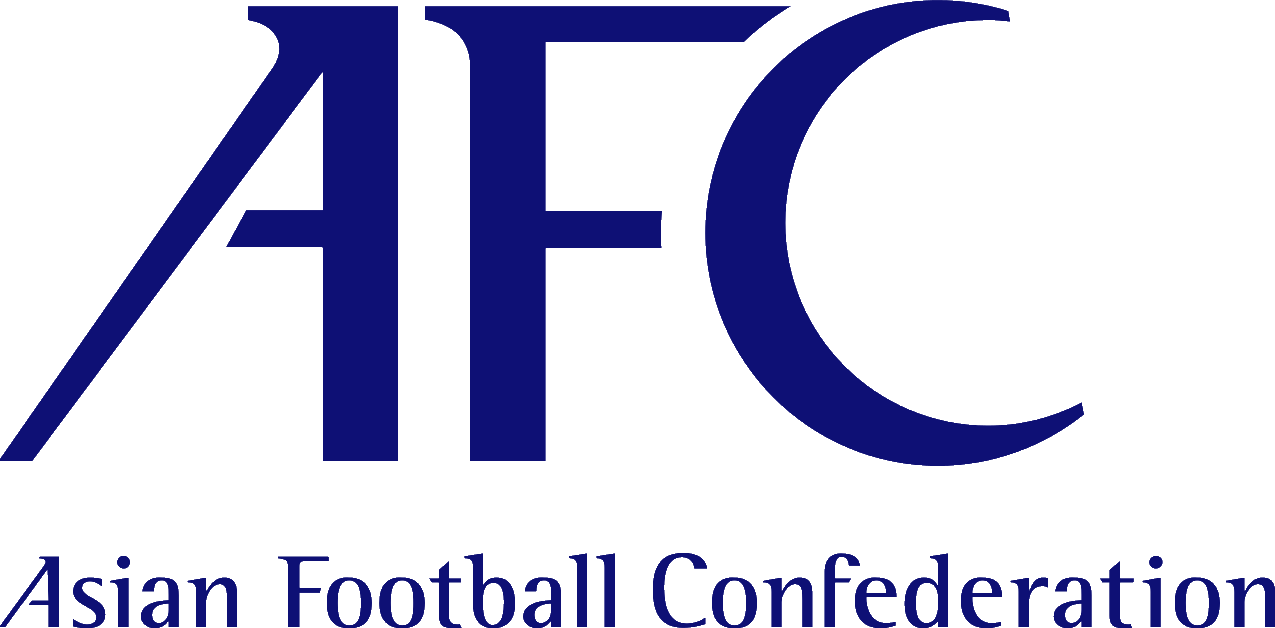
مسابقات انتخابی جام ملت‌های آسیا

مسابقات انتخابی جام ملت‌های آسیا (به انگلیسی: AFC Asian Cup qualification) به رقابت‌های انتخابی جام ملت‌های آسیا در ورزش فوتبال مردان اشاره دارد.
ویکی دیتا

## نتایج (به‌جزچلنج کاپ آسیا)
| رتبه | تیم               | Part | بازی | برد | تساوی | باخت | گل زده | گل خورده | تفاضل گل | امتیاز |
| ---- | ----------------- | ---- | ---- | --- | ----- | ---- | ------ | -------- | -------- | ------ |
| ۱    | ایران             | ۱۱   | ۶۱   | ۴۶  | ۱۰    | ۵    | ۱۷۵    | ۳۳       | +۱۴۲     | ۱۴۸    |
| ۲    | چین               | ۱۱   | ۵۲   | ۳۵  | ۱۰    | ۷    | ۱۴۸    | ۲۳       | +۱۲۵     | ۱۱۵    |
| ۳    | کرهٔ جنوبی         | ۱۲   | ۵۰   | ۳۶  | ۵     | ۹    | ۱۶۴    | ۲۳       | +۱۴۱     | ۱۱۳    |
| ۴    | امارات متحدهٔ عربی | ۱۰   | ۴۸   | ۳۴  | ۸     | ۶    | ۱۳۲    | ۲۷       | +۱۰۵     | ۱۱۰    |
| ۵    | قطر               | ۱۰   | ۵۰   | ۳۴  | ۶     | ۱۰   | ۱۱۶    | ۳۶       | +۸۰      | ۱۰۸    |
| ۶    | سوریه             | ۱۲   | ۵۹   | ۳۱  | ۱۱    | ۱۷   | ۱۱۲    | ۶۰       | +۵۲      | ۱۰۴    |
| ۷    | عربستان سعودی     | ۷    | ۴۰   | ۳۳  | ۴     | ۳    | ۱۳۰    | ۱۷       | +۱۱۳     | ۱۰۳    |
| ۸    | تایلند            | ۱۴   | ۶۱   | ۳۰  | ۱۰    | ۲۱   | ۱۱۹    | ۸۲       | +۳۷      | ۱۰۰    |
| ۹    | عمان              | ۹    | ۵۲   | ۳۰  | ۶     | ۱۶   | ۱۲۴    | ۵۴       | +۷۰      | ۹۶     |
| ۱۰   | هنگ کنگ           | ۱۶   | ۷۸   | ۲۴  | ۲۱    | ۳۳   | ۱۰۵    | ۱۱۱      | -۶       | ۹۳     |
| ۱۱   | عراق              | ۸    | ۴۱   | ۲۸  | ۸     | ۵    | ۸۸     | ۳۲       | +۵۶      | ۹۲     |
| ۱۲   | اردن              | ۱۰   | ۵۳   | ۲۶  | ۱۳    | ۱۴   | ۹۴     | ۴۹       | ۴۵       | ۹۱     |
| ۱۳   | کویت              | ۱۰   | ۵۰   | ۲۵  | ۱۵    | ۱۰   | ۱۱۰    | ۴۵       | +۶۵      | ۹۰     |
| ۱۴   | بحرین             | ۱۰   | ۵۴   | ۲۷  | ۶     | ۲۱   | ۸۰     | ۵۵       | +۲۵      | ۸۷     |
| ۱۵   | ژاپن              | ۷    | ۳۶   | ۲۷  | ۴     | ۵    | ۹۲     | ۱۷       | +۷۵      | ۸۵     |
| ۱۶   | ازبکستان          | ۷    | ۳۶   | ۲۵  | ۵     | ۶    | ۸۵     | ۳۰       | +۵۵      | ۸۰     |
| ۱۷   | کرهٔ شمالی         | ۷    | ۴۵   | ۲۳  | ۱۱    | ۱۱   | ۷۰     | ۴۸       | +۲۲      | ۸۰     |
| ۱۸   | مالزی             | ۱۶   | ۶۰   | ۱۹  | ۱۵    | ۲۶   | ۹۸     | ۱۰۱      | -۳       | ۷۲     |
| ۱۹   | ویتنام            | ۱۰   | ۴۰   | ۱۹  | ۷     | ۲۰   | ۸۶     | ۷۱       | +۱۵      | ۶۴     |
| ۲۰   | اندونزی           | ۱۲   | ۵۱   | ۱۷  | ۱۱    | ۲۳   | ۷۷     | ۷۳       | +۴       | ۶۲     |
| ۲۱   | لبنان             | ۷    | ۴۵   | ۱۷  | ۹     | ۱۹   | ۶۱     | ۶۲       | -۱       | ۶۰     |
| ۲۲   | یمن               | ۹    | ۵۹   | ۱۶  | ۱۰    | ۳۳   | ۶۹     | ۱۱۴      | -۴۵      | ۵۸     |
| ۲۳   | هند               | ۱۰   | ۵۲   | ۱۵  | ۷     | ۳۰   | ۵۹     | ۹۸       | -۳۹      | ۵۲     |
| ۲۴   | سنگاپور           | ۱۱   | ۵۸   | ۱۴  | ۱۰    | ۳۴   | ۵۹     | ۱۰۶      | -۴۷      | ۵۲     |
| ۲۵   | ترکمنستان         | ۴    | ۲۸   | ۱۴  | ۵     | ۹    | ۴۷     | ۳۷       | +۱۰      | ۴۷     |
| ۲۶   | میانمار           | ۵    | ۳۴   | ۱۴  | ۵     | ۱۵   | ۵۲     | ۷۳       | -۲۱      | ۴۷     |
| ۲۷   | تایوان            | ۹    | ۴۶   | ۱۴  | ۳     | ۲۹   | ۶۷     | ۱۰۹      | -۴۲      | ۴۵     |
| ۲۸   | استرالیا          | ۳    | ۱۸   | ۱۳  | ۲     | ۳    | ۴۲     | ۱۱       | +۳۱      | ۴۱     |
| ۲۹   | فلسطین            | ۴    | ۲۹   | ۱۱  | ۵     | ۱۳   | ۵۸     | ۳۶       | +۲۲      | ۳۸     |
| ۳۰   | تاجیکستان         | ۴    | ۲۷   | ۱۰  | ۵     | ۱۲   | ۳۸     | ۴۴       | -۶       | ۳۵     |
| ۳۱   | قرقیزستان         | ۴    | ۲۳   | ۱۰  | ۳     | ۱۰   | ۳۵     | ۳۷       | -۲       | ۳۳     |
| ۳۲   | کامبوج            | ۵    | ۳۲   | ۸   | ۳     | ۲۱   | ۳۳     | ۸۷       | -۵۴      | ۲۷     |
| ۳۳   | فیلیپین           | ۸    | ۳۴   | ۷   | ۴     | ۲۳   | ۳۲     | ۱۰۱      | -۶۹      | ۲۵     |
| ۳۴   | سری‌لانکا          | ۷    | ۳۱   | ۷   | ۱     | ۲۳   | ۲۵     | ۱۰۲      | -۷۷      | ۲۲     |
| ۳۵   | بنگلادش           | ۸    | ۴۰   | ۴   | ۱۰    | ۲۸   | ۲۷     | ۱۱۳      | -۸۶      | ۲۲     |
| ۳۶   | افغانستان         | ۵    | ۳۰   | ۵   | ۶     | ۱۹   | ۲۵     | ۸۸       | -۶۳      | ۲۱     |
| ۳۷   | مالدیو            | ۵    | ۳۴   | ۵   | ۲     | ۲۷   | ۳۲     | ۱۰۷      | -۷۵      | ۱۷     |
| ۳۸   | پاکستان           | ۱۰   | ۳۷   | ۴   | ۴     | ۲۹   | ۲۲     | ۱۰۱      | -۷۹      | ۱۶     |
| ۳۹   | بوتان             | ۳    | ۳۰   | ۴   | ۲     | ۲۴   | ۲۱     | ۱۶۱      | -۱۴۰     | ۱۴     |
| ۴۰   | قزاقستان          | ۲    | ۸    | ۴   | ۰     | ۴    | ۹      | ۹        | ۰        | ۱۲     |
| ۴۱   | اسرائیل           | ۱    | ۶    | ۳   | ۲     | ۱    | ۱۰     | ۸        | +۲       | ۱۱     |
| ۴۲   | ماکائو            | ۶    | ۱۳   | ۳   | ۲     | ۸    | ۱۳     | ۲۹       | -۱۶      | ۱۱     |
| ۴۳   | لائوس             | ۳    | ۱۷   | ۳   | ۲     | ۱۲   | ۱۳     | ۶۱       | -۴۸      | ۱۱     |
| ۴۴   | مغولستان          | ۳    | ۷    | ۳   | ۱     | ۳    | ۱۲     | ۱۰       | +۲       | ۱۰     |
| ۴۵   | نپال              | ۶    | ۲۸   | ۲   | ۴     | ۲۲   | ۱۲     | ۹۱       | -۷۹      | ۱۰     |
| ۴۶   | گوآم              | ۴    | ۱۶   | ۲   | ۱     | ۱۳   | ۵      | ۸۶       | -۸۱      | ۷      |
| ۴۷   | برونئی            | ۵    | ۱۵   | ۱   | ۲     | ۱۲   | ۴      | ۵۶       | -۵۲      | ۵      |
| ۴۸   | یمن جنوبی         | ۱    | ۳    | ۰   | ۱     | ۲    | ۱      | ۴        | -۳       | ۱      |
| ۴۹   | تیمور شرقی        | ۲    | ۱۶   | ۰   | ۰     | ۱۶   | ۴      | ۶۶       | -۶۲      | ۰      |

- Yemen consist of یمن شمالی.